# Пйотркувський сейм (1468)

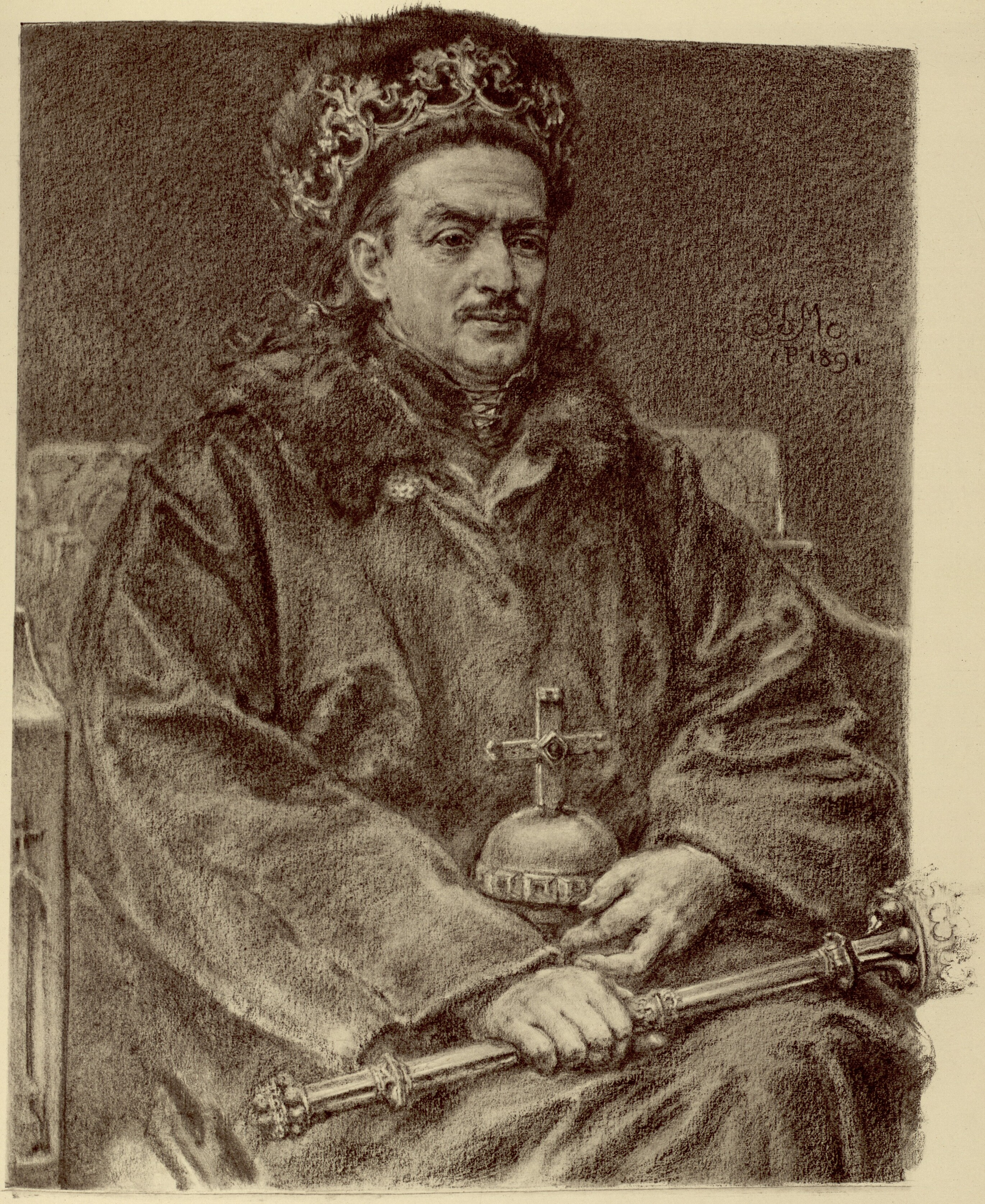
Казимир IV Ягеллончик

Пйотркув-Трибунальський сейм 1468 року — загальні збори Корони Королівства Польського, скликані Казимиром IV Ягеллончиком до Пйотркува-Трибунальського 9 жовтня 1468 року, насамперед для того, щоб прийняти спосіб виплати платні військам, які брали участь у закінченій Тринадцятилітній війні з Тевтонським орденом.
Сейму передували зустрічі короля з провінційними сеймиками — Малопольщі у Вісліці 25-30 червня 1468 року і Великої Польщі в Коло 13 липня 1468 року. Обговорення не привели до резолюції з основного питання — його було передано на розгляд провінційних зборів. Вперше депутати обиралися у складі місцевих зборів.
Вважається першим загальним польським двопалатним сеймом.

## Витоки конвокації

### Політичні причини
У 1466 році Тринадцятирічна війна з Тевтонським орденом завершилася Другим Торунським миром. Незважаючи на перемогу та значні територіальні надбання, коронна скарбниця була виснажена виплатами найманому війську. Щоб мати змогу виплачувати платню найманим солдатам, король змушений був накласти надзвичайний податок на шляхту. Однак після поразки під Хойніце у 1454 році, під час війни, шляхта змусила його видати Нешавські статути, які підтверджували і замінювали виданий раніше того ж року Церквицький привілей. За ними, для запровадження надзвичайних податків потрібна була згода земських сеймиків. Однак окремі сеймики намагалися перекласти цей тягар на інших. Тому король вирішив скликати загальний сейм за участю представників усіх земель.
|  | "І тоді король скликав у Пйотркові загальні збори, на які хотів, щоб з'їхалися депутати як з Малої, так і з Великої Польщі, з усіх воєводств, які мали б повноваження санкціонувати призов до війська іншого брата, щоб один не виправдовувався за іншого." Marcin Bielski, Kronika Polska Marcina Bielskiego. Księga IV. Kazimierz Jagiellończyk, Sanok 1856, wydanie Kazimierza Józefa |

### Участь короля в місцевих сеймиках

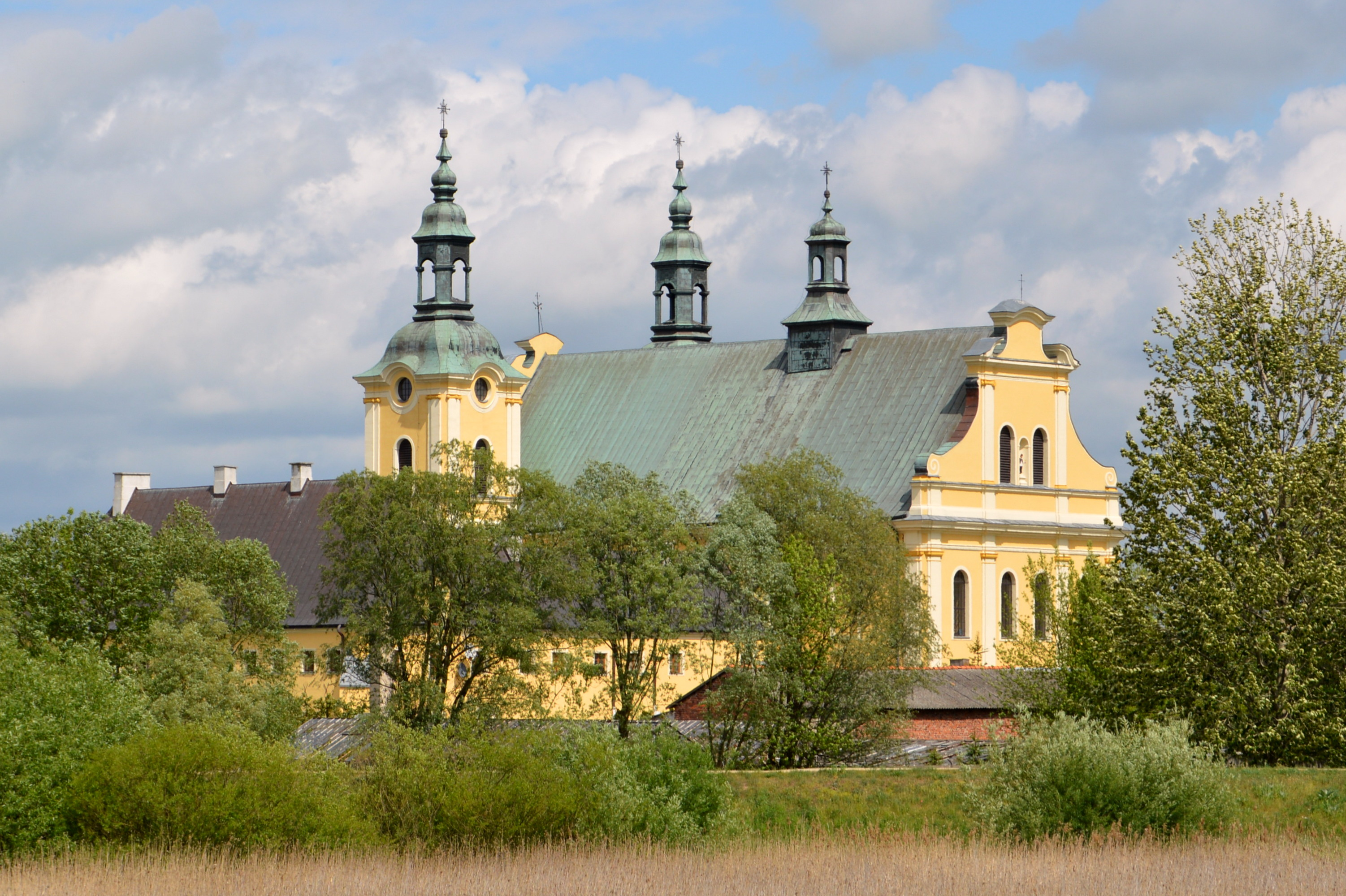
Бернардинський комплекс у Коло — ймовірне місце сеймику

25 червня 1468 року король з дружиною вирушили з Кракова до Віслиці, щоб взяти участь у малопольському сеймику і попросити його учасників ухвалити податок. Шляхта, хоч і висловила свою прихильність до цих планів, вирішила відкласти остаточне рішення до загальних зборів у Пйотркові, аргументуючи це тим, що не бажає приймати важливі рішення без участі шляхти Великопольщі. Відтак, вони вирішили обрати до сейму по два представники від кожного повіту. Польські історики сперечаються щодо значення фрази ex omnibus districtibus, яку використав Длугош — на думку Адольфа Павінського, це означає два депутати від усіх повітів разом, тоді як Вацлав Урущак стверджує, що це означає два депутати від кожного повіту окремо.
1 липня Казимир Ягеллончик залишив Віслицю, щоб 13 липня провести з'їзд з лицарями — сеймик Великої Польщі — в Коло. Однак тамтешня шляхта ухвалила рішення, аналогічне малопольському. Таким чином, все рішення було передано на розгляд загального сейму.

## Перебіг

### Спосіб обговорення
Учасники сесії зібралися в Пйотркові 9 жовтня 1468 року. Сейм складався з депутатів сеймиків, королівської ради та самого короля. Посли (депутати) радилися як одна ізба — посольська, а королівська рада — як інша палата — сенат. Король затверджував закони, прийняті обома палатами, і жоден закон не міг бути прийнятий без згоди посольської ізби. Місцевим послам виплачувалися грошові надбавки.

### Постанови сейму
Сейм ухвалював рішення з поточних державних справ, найважливішими з яких були фальшиві монети, провінційні податки та судова компетенція старост. Особливо важливим був наказ про використання писаного права в судах, виданий з турботи про його одноманітність. Але найважливіше питання, для якого скликався сейм, залишилося невирішеним — земельні посли не отримали повноважень від представлених повітів приймати будь-які податки, тому питання про сплату оброку було повернуто на розгляд земельних сеймиків. У цій ситуації було призначено ще два з'їзди — воєводські сеймики. Великопольські збори мали відбутися 6 грудня в Коло, а Малопольські — 13 грудня в Новому Місті Корчина.

## Наслідки

### Постанови воєводських сеймиків
Збори в Коло та Нове Місто Корчин відбулися за планом. Посли з Великої Польщі прибули на малопольські збори, щоб встановити спільний варіант постанови. Там було ухвалено спільне рішення про встановлення поземельного податку зі шляхетських маєтків, який мав стягуватися однаково з власника і селянина.

### Розвиток польського парламентаризму
На сеймі в Пйотркові вперше були присутні посли, обрані в порядку, регламентованому регіональними сеймиками. Вони також засідали як окрема ізба. Обидва ці принципи — виборність депутатів на сеймі та поділ ізб — відтоді стали загальною практикою. Стало правилом, що жодне засідання сейму не могло відбутися без участі послів, а жоден закон не міг бути прийнятий без їхньої згоди.

## Сучасне сприйняття

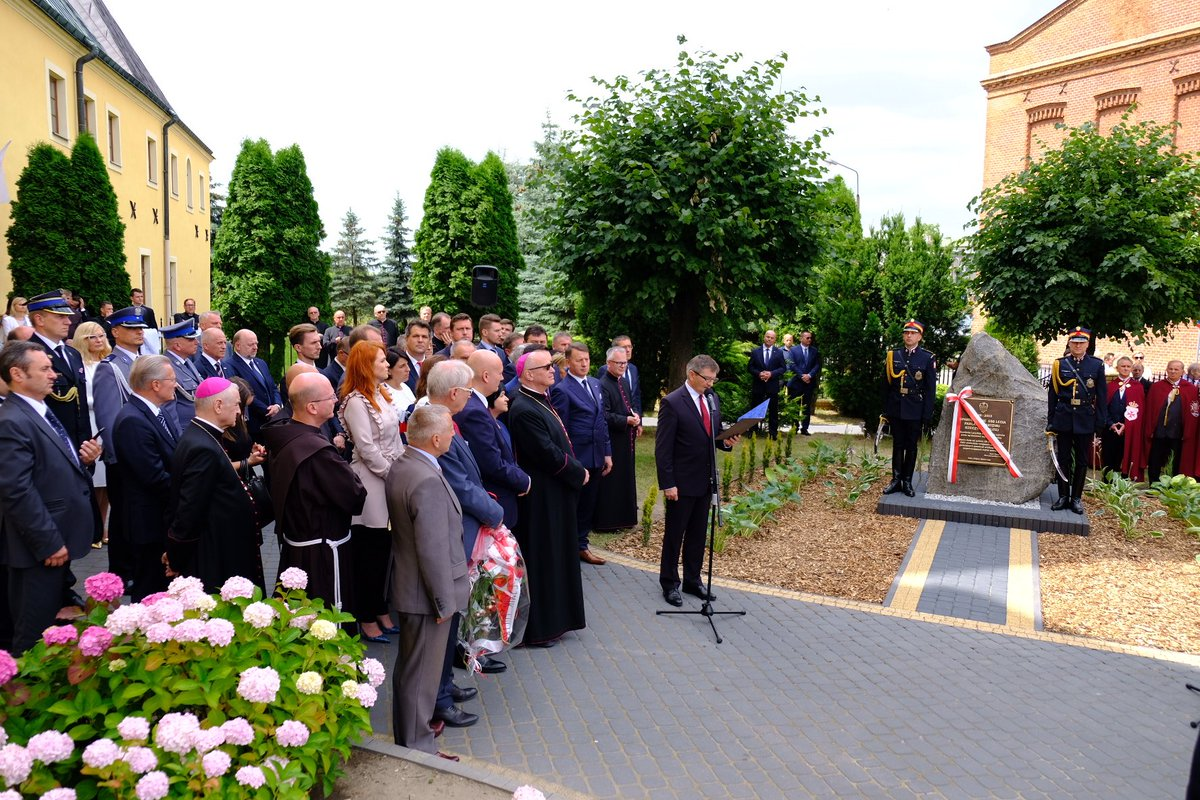
Відкриття пам'ятної дошки в Коло, 8 липня 2018 р.

### Святкування 550-річчя польського парламентаризму
У 2018 році виповнилося 550 років з часу проведення Сеймиків і Вального сейму в Пйотркові. З цієї нагоди 13 липня у Варшаві в Королівському замку відбулися Національні збори, на яких з промовою виступив Президент Республіки Польща Анджей Дуда.
8 липня маршалок Сейму Марек Кухцінський взяв участь у святкуванні 550-річчя крайової ради в Коло, де взяв участь у відкритті пам'ятної дошки..

### Суперечки щодо пріоритету сеймів
Спочатку історики вважали Пйотрківський сейм 1468 року першим двопалатним загальнодержавним зібранням, яке стало зразком для наступних сеймів. Згодом, однак, почав переважати погляд Адольфа Павінського, який посилався на Пйотркувський сейм 1493 року під такою назвою. Юліуш Бардах, серед інших, спирався на його дослідження. Їх поставив під сумнів лише Вацлав Урущак, який переосмислив розповіді Яна Длугоша. Повернувся до теорії першості сейму 1468 року, пов'язуючи двопалатність із виборністю послів на місцевих сеймиках .

## Виноски
1. 1 2 3 4  Długosz, Jan (2009). Roczniki czyli Kroniki sławnego Królestwa Polskiego (пол.). Т. 12, 1462—1480 (вид. 2). Warszawa: Wydawnictwo Naukowe PWN. ISBN 978-83-01-16078-4.
2. 1 2 3 4 5 6 7 8 9 10 11 12 13  Uruszczak, Wacław (2012). Najstarszy sejm walny koronny „dwuizbowy” w Piotrkowie w 1468 (пол.).
3. 1 2  Jasienica, Paweł (2007). Kazimierz Jagiellończyk. Polska Jagiellonów (пол.). Prószyński i S-ka. ISBN 978-83-7839-095-4.
4. 1 2 3  Sejm 1468 r. w Piotrkowie. Najstarszy sejm walny koronny „dwuizbowy" (пол.). www.dziejesejmu.pl. Процитовано 23 грудня 2019.
5. 1 2 3 4  Bielski, Marcin (1597). Księgi Czwarte. Kazimirz Iagiełłowic. У Bielski, Joachim (ред.). Kronika Polska Marcina Bielskiego (пол.). Kraków.
6. ↑  Od 1468 roku król wypłacał diety poselskie. To jeden z dowodów na 550 lat istnienia parlamentaryzmu polskiego – wnet.fm (пол.)
7. 1 2  Pawiński, Adolf (1895). Sejmiki ziemskie. Początek ich i rozwój aż do ustalenia się udziału posłów ziemskich w ustawodawstwie sejmu walnego 1374-1505 (пол.). Warszawa.
8. 1 2 3  Lelewel, Joachim (1829). Sejmy. Izba poselska. Dzieje Polski Joachim Lelewel potocznym sposobem opowiedział, do nich dwanaście krajobrazów skreślił (пол.). Warszawa.
9. 1 2 3  Od 1468 roku król wypłacał diety poselskie. To jeden z dowodów na 550 lat istnienia parlamentaryzmu polskiego. WNET.fm (пол.). 20 вересня 2018. Процитовано 1 грудня 2023.
10. ↑  Szulc, Tadeusz (1991). Uchwały podatkowe dla szlacheckich dóbr ziemskich za pierwszych Jagiellonów (1386 – 1501) (пол.). Łódź. с. 84.
11. 1 2  Zgromadzenie Narodowe z okazji 550-lecia Parlamentaryzmu RP i 100. rocznicy odzyskania Niepodległości. Niepodległa - świętujmy razem! (пол.). Процитовано 1 грудня 2023.